# Forêt de Hesse

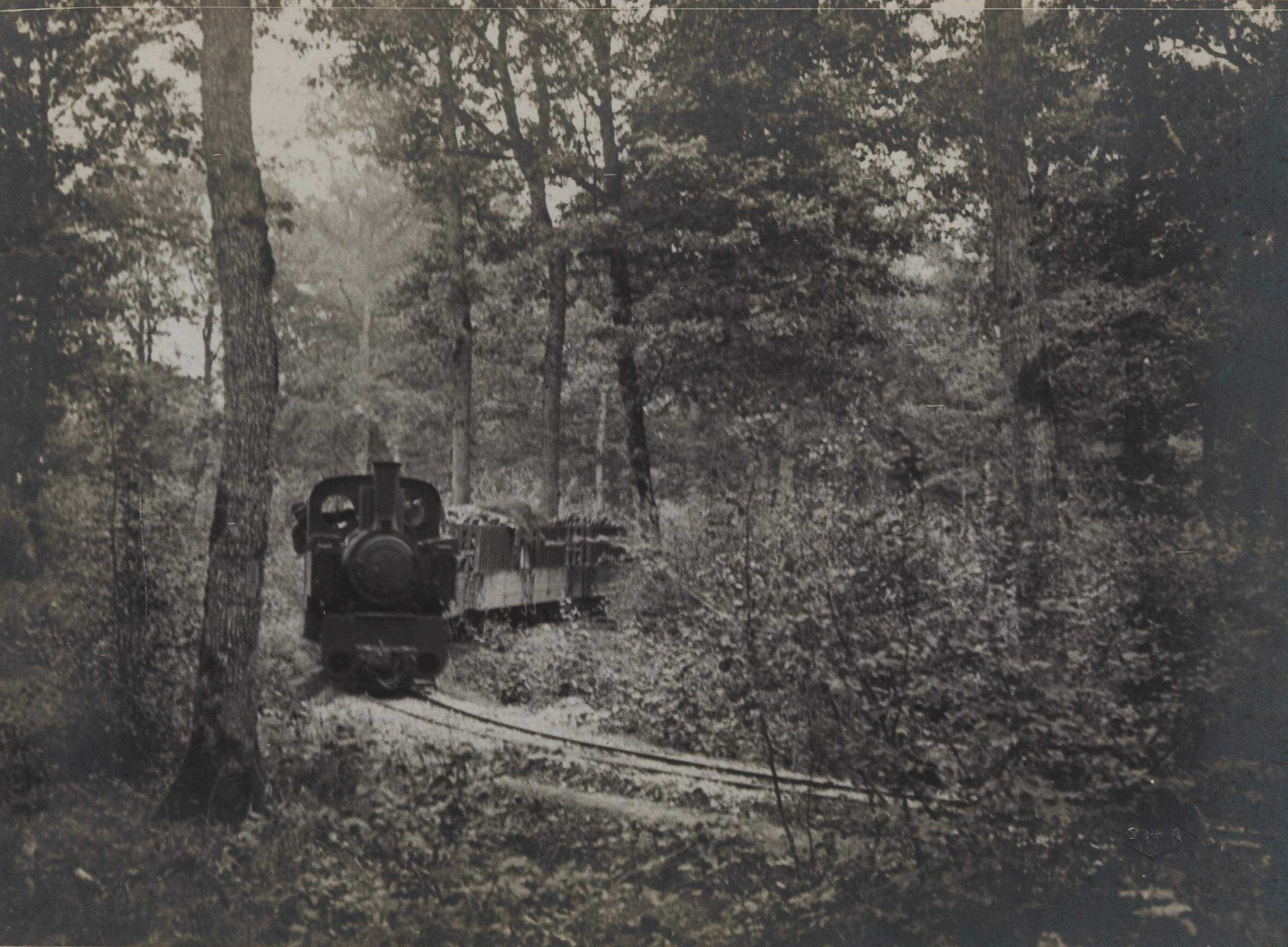
Decauville-Dampflokomotive der Feldbahn bei Le Marcassin im Forêt de Hesse, 22. Juli 1915

Der Forêt de Hesse (deutsch: Hessewald) ist ein Wald in der französischen Gemeinde Aubréville im Département Meuse in Lothringen in der Region Grand Est.

## Lage

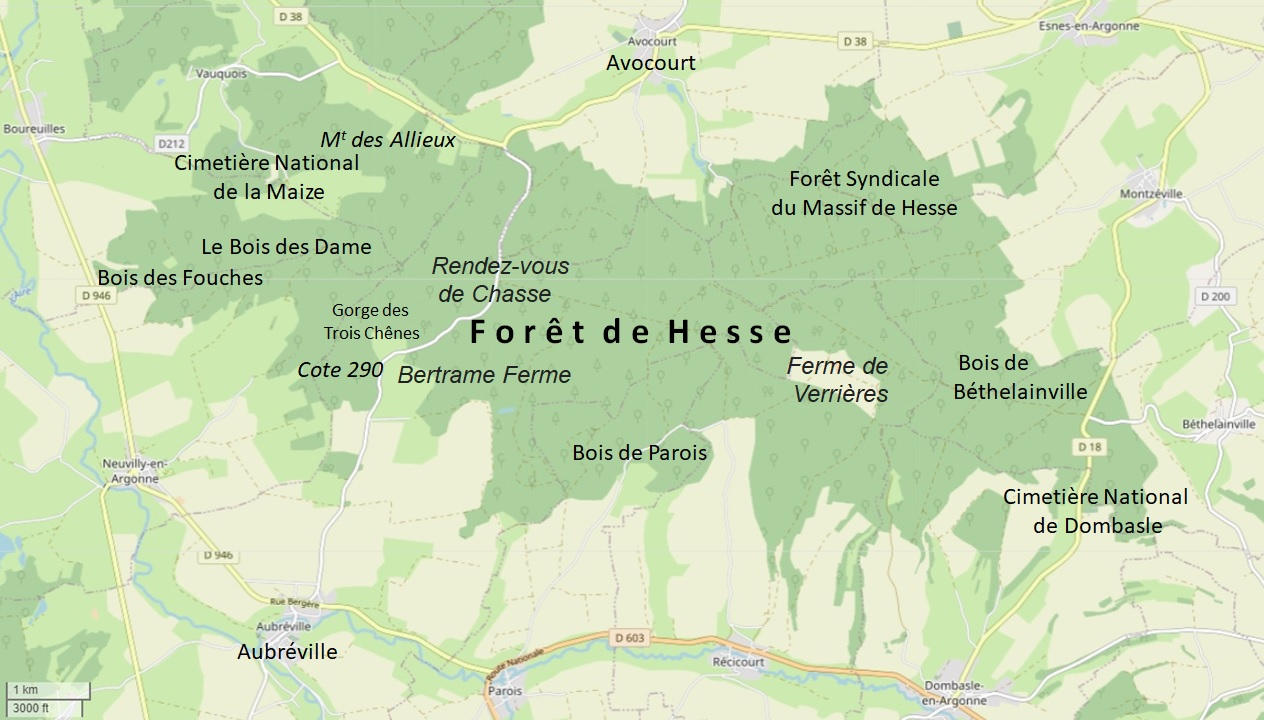
[https://remonterletemps.ign.fr/comparer/basic?x=5.142996&y=49.180481&z=14&layer1=GEOGRAPHICALGRIDSYSTEMS.MAPS.SCAN50.1950&layer2=GEOGRAPHICALGRIDSYSTEMS.MAPS.SCAN-EXPRESS.STANDARD&mode=doubleMap Forêt de Hesse

Der Forêt de Hesse erstreckt sich westlich von Verdun zwischen den Ortschaften Vauquois, Avocourt, Béthelainville und Récicourt und Neuvilly-en-Argonne vom Tal der Buante bis zum Tal der Aire. Sein Zentrum liegt in einer Höhe von 237 m ü.d.M. nordwestlich der Ferme de Verrières-en-Hesse und des Bois de Récicourt.
Das Waldgebiet liegt in der Roten Zone von Verdun, einem aufgrund von Kampfmittelresten des Ersten Weltkriegs für die Landwirtschaft unwiederbringlich verloren gegangenen Gebiet, das vom Staat aufgekauft wurde.

## Toponymie
Der Name bezeichnet einen Buchenhain oder -wald, da Hesse in Abhängigkeit vom konsultierten Wörterbuch entweder einen „Ort, an dem die Buche wächst“, oder einen „Ort, den man mit einem Zaun aus Buchenholz umgeben hat,“ bezeichnet.

## Geologie
Eine geologische Labor- und Feld-Studie, deren Hauptziel es war, Kriterien für die Bewertung des nutzbaren Wasservorrats zu ermitteln, zeigte 2001, dass sich die Horizonte in erster Linie durch ihre Gesamtporosität oder das damit verbundene Massenvolumen unterscheiden. Das korreliert sehr gut mit dem Wassergehalt bei der Feldkapazität und in geringerem Maße mit der Feuchtigkeit am Welkepunkt.
Die Ergebnisse wurden mit Felddaten aus einer dreijährigen Chronik verglichen. Die Berücksichtigung der Schüttdichte zur Einschätzung des Wasservorrats reichte aus, um eine Pedotransferfunktion zu erstellen. Die Verwendung des Wasserbilanzmodells zeigte, dass die Vorhersagen des Wasserverbrauchs durch die Vegetation geringer waren als die In-situ-Messungen mit Neutronensonden. Dennoch gab das Modell die Klimaschwankungen gut wieder.

## Archäologie
Archäologen untersuchten im Forêt de Hesse gallo-belgische Keramiksiedlungen des 1. Jahrhunderts, die auf kleinen Flächen von weniger als einem Hektar lagen und in denen Bruchstücke von reduzierend gebrannter Keramik gefunden wurden. Das Gebiet der Töpfereien ist 20 × 30 km groß und findet seine natürliche Voraussetzung in den Töpfertonlagern der Albienstufe, den Wasservorkommen und dem Wald, der das Brennholz lieferte. In der Belle Époque wurden von 1905 bis 1914 beim Rendezvous de Chasse im Forêt de Hesse Spuren von Terra-Sigillata-Fabrikation nachgewiesen. Im Juli 1914 grub Georges Chenet im Hessewald in der Gegend von Haut-Mulard in der Gemarkung von Aubreville den Brennofen und die Nebengebäude einer Werkstätte für Griesbecher und Faltenbecher und für Krüge unterschiedlicher Größe aus. Die dort ausgegrabenen Becher waren die Überreste von Fehlbränden, die durch ein Ausschlagen der Stichflamme zu einem Klumpen zusammengebacken waren. Sie trugen keine Verzierungen oder Anzeichen von Schlickermalerei (Barbotine-Technik).
Im Forêt de Hesse wurde 1978 eine Werkstatt für glatte und geformte Terra Sigillata ausgegraben und eine weitere 1981 am Rande der Lichtung von Allieux. Die Lokalisierung von mehr als dreißig Töpferöfen aus der Spätantike auf der Lichtung von Allieux im Jahr 1985 zeigte, dass mit modernen archäologischen Methoden bisher unbekannte Objekte aufgefunden werden können.
Bei einer Rettungsgrabung von 1992 wurde bei der Fontaine aux Chêne im Mergevau-Tal eine kleine Töpferei mit drei Öfen für gallo-belgische Keramik und gewöhnliche Keramik (weiß engobierte Töpfe und Krüge), die auf die Mitte und das dritte Viertel des 1. Jahrhunderts datiert werden, gefunden.
Die Fundstätten Vaux-Mulard mit einer Fläche von etwa 8 Hektar und Croix-des-Prêcheurs mit einer Fläche von etwa 14 Hektar befinden sich auf dem Kreide- und Tonplateau des Forêt de Hesse, die eine im Westen und die andere im Osten. In Croix-des-Prêcheurs belegen ein 1978 ausgegrabener Ofen und eine Deponie, die zwischen 75 und 200 n. Chr. aktiv waren, die Produktion von glatter und geformter Terra Sigillata sowie von gewöhnlicher Keramik. Viele der in der Deponie gefundenen geformten Dekore werden dem Töpfer Gesatus um 85 n. Chr. zugeschrieben. In der Umgebung dieser beiden Fundorte und etwa zur gleichen Zeit säumten einzelne Öfen und kleine Offizinen die Gault-, Ton- und Grünsandgebiete rund um die Hügel des Forêt de Hesse.

## Erster Weltkrieg

### Lager
Rendez-vous de Chasse (Treffpunkt für die Jagd) war ein wichtiger Orientierungspunkt am Eingang des Waldes und während des Ersten Weltkriegs ein Lager. Ein französischer Offizier vermerkte seine den Umständen entsprechend luxuriöse Unterbringung auf einer Postkarte vom 16. Juli 1915: „Sehr gut untergebracht, es fehlt an keinem Luxus – für Leute auf einer Position 1500 m vom Feind entfernt – englischer Garten, Rasenmäher, Bridges, Schaf-Felle für die Betten, perfekter Schatten und vor allem keine Granaten.“
Etwas weiter südwestlich lag das Lager Camp Dervin nördlich der Bertrame Ferme, in der am 23. September 1918 die US-amerikanische 91. Division stationiert war. Es war nach General Thomas Devin und einem 1878 beim Bau der Telegrafenleitung von Fort Keogh nach Deadwood nur kurzfristig genutzten Militärcamp bei Alzada, Montana benannt. Am 30. September 1918 wurde das US-amerikanische V Corps in die nahegelegene Verrieres-en-Hesse Farm verlegt.

### Feldbahn

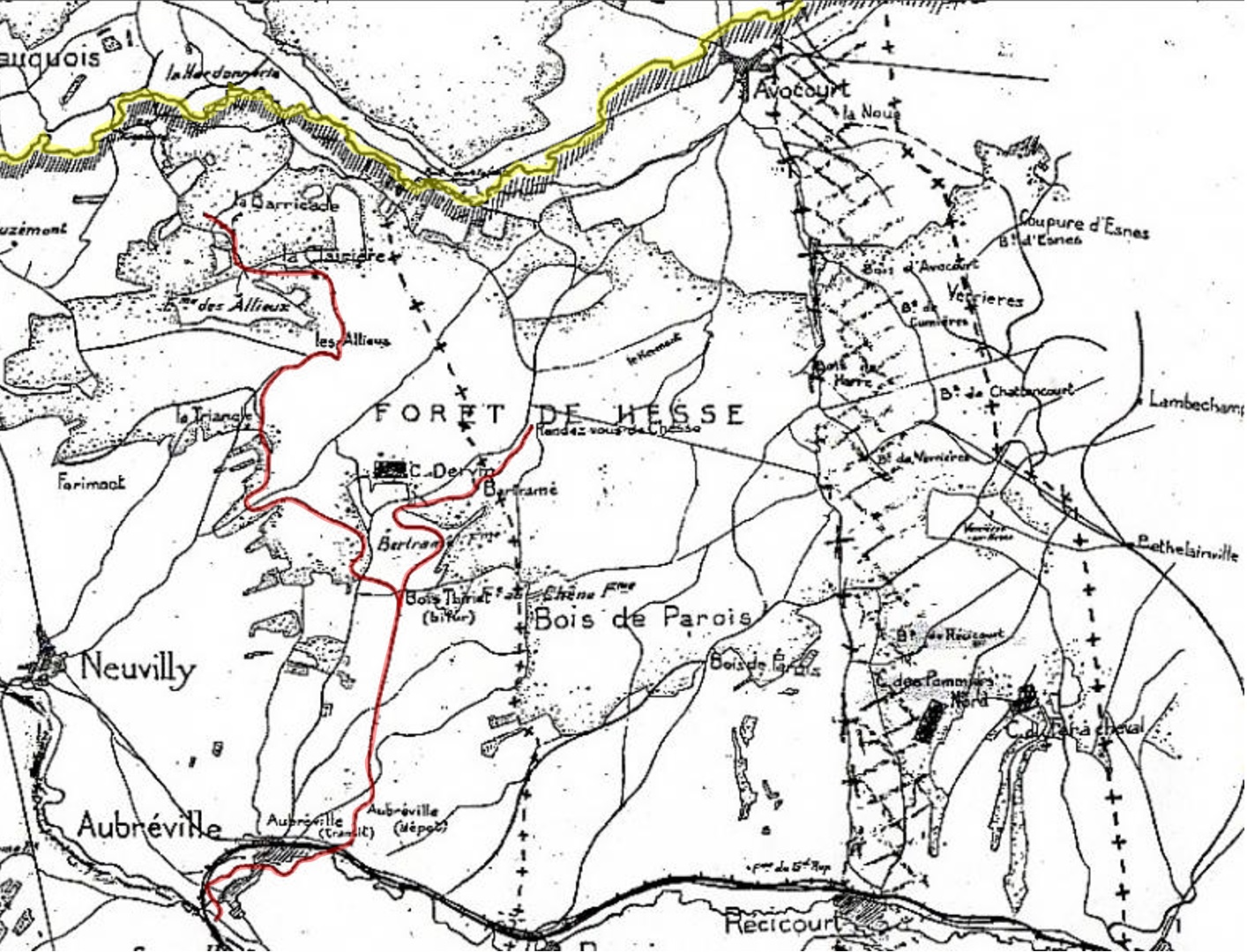
Militär-Landkarte vom 15. Februar 1917. Die Frontlinie ist gelb und die Feldbahn rot markiert

Während des Krieges gab es eine militärische Feldbahn vom Bahnhof und Depot in Aubréville zum Forêt de Hesse. Mit ihr wurden Nachschub, Waffen und Baumaterial für die Schützengräben an der Front und in der Gegenrichtung Verwundete in die Lazarette transportiert. Sie wurde mit einer Decauville-Dampflok der Bauart Progrès mit einer Spurweite von 600 mm betrieben. Ab dem Feldbahn-Bahnhof Le Marcassin wurden die Züge bei der Fahrt in die gefährliche Zone an der Front von Pferden gezogen.

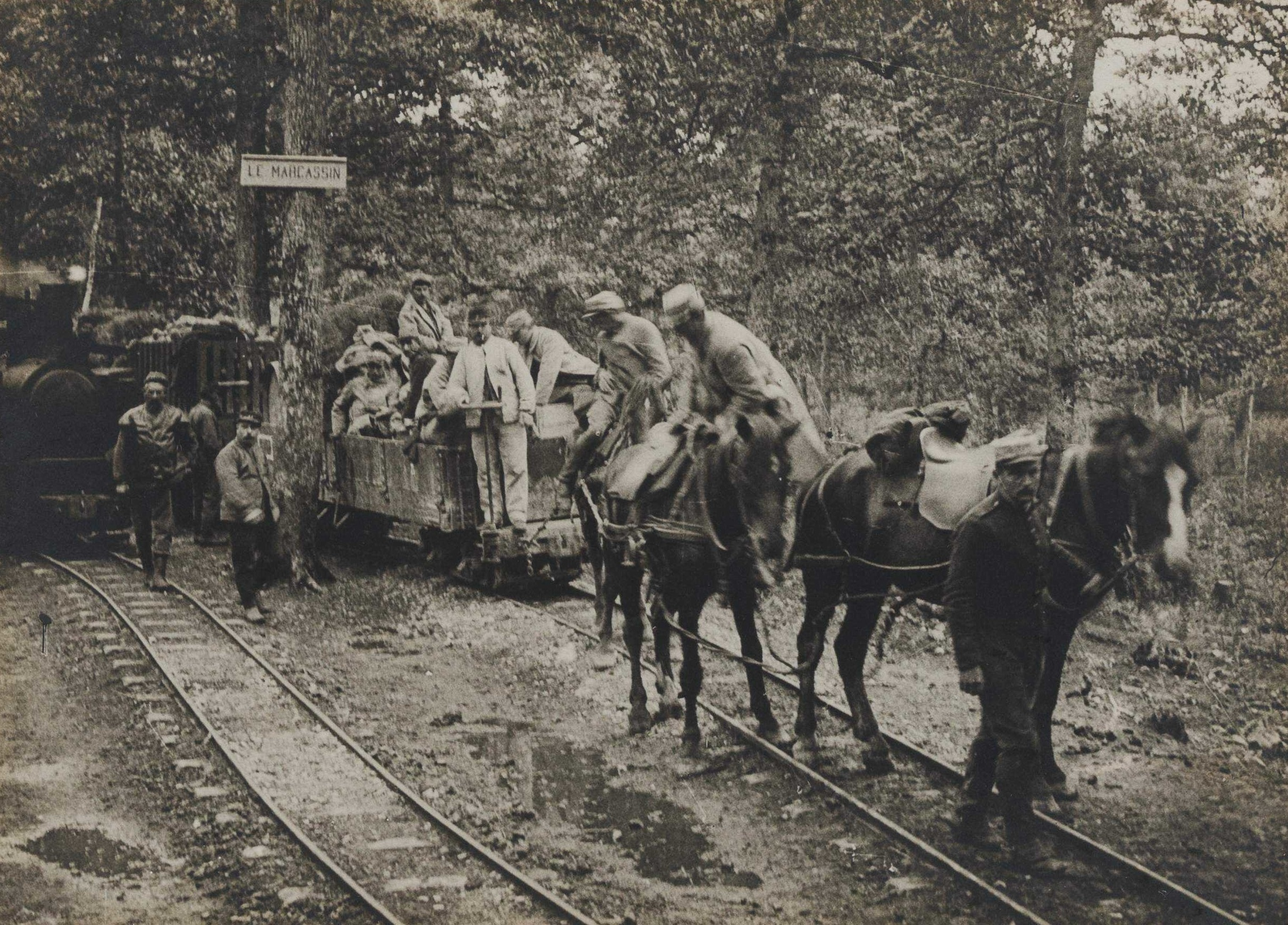
Ab dem Feldbahn-Bahnhof Le Marcassin wurden Pferde statt Lokomotiven für die Weiterfahrt zur Front angespannt.

Der Feldbahn-Bahnhof Le Marcassin war nach einem Wildschwein-Frischling (frz. marcassin) benannt, den die Soldaten dort gefunden, gezähmt und mit Milch aufgezogen haben. Als Maskottchen erhielt er den Namen Guigui oder Guillaume, und wenn er Milch bekam, sagte man zu ihm: „Trink, Guillaume; hier ist Blut!“

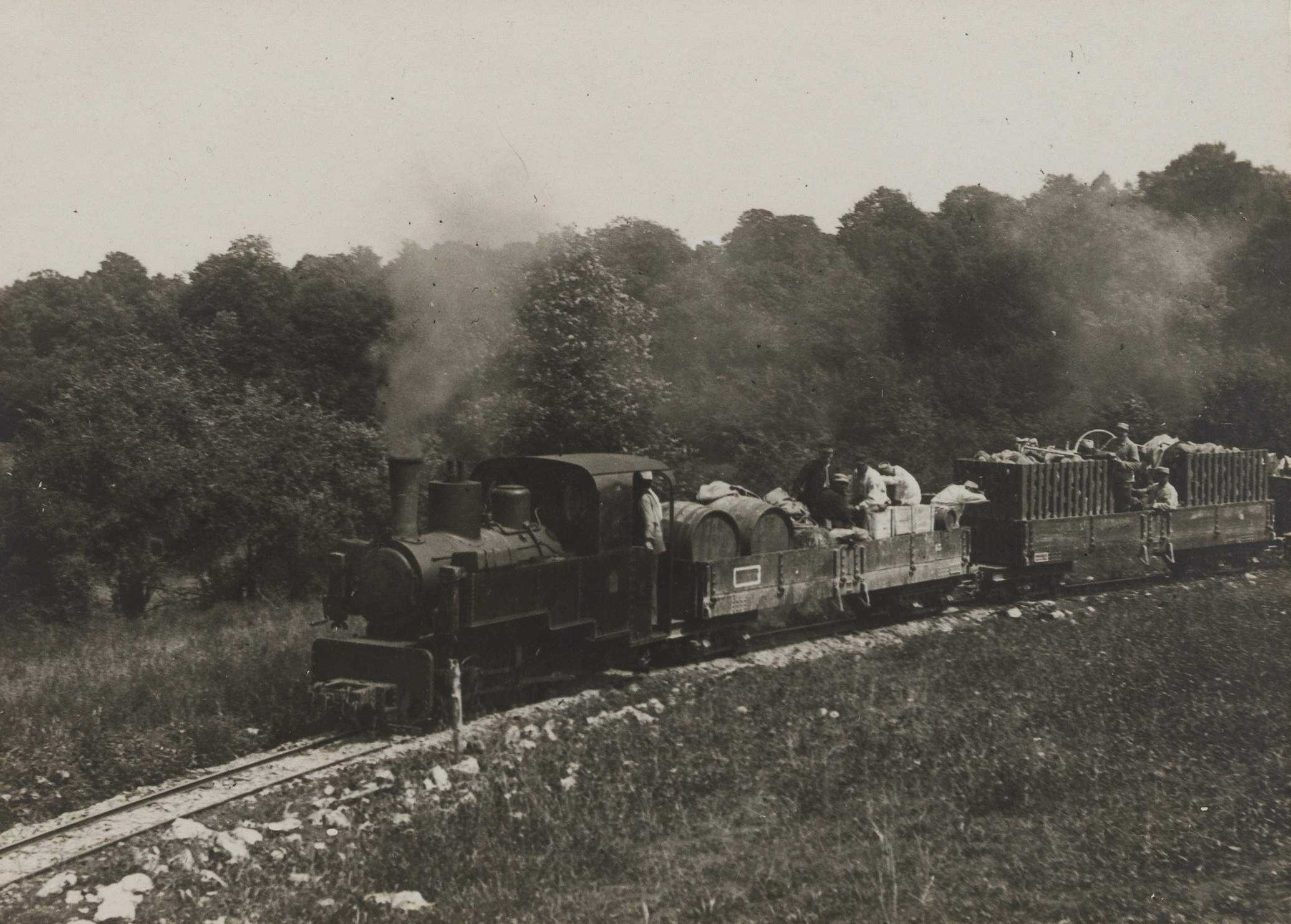
Feldbahnbetrieb mit Decauville-Lok im Juli 1915
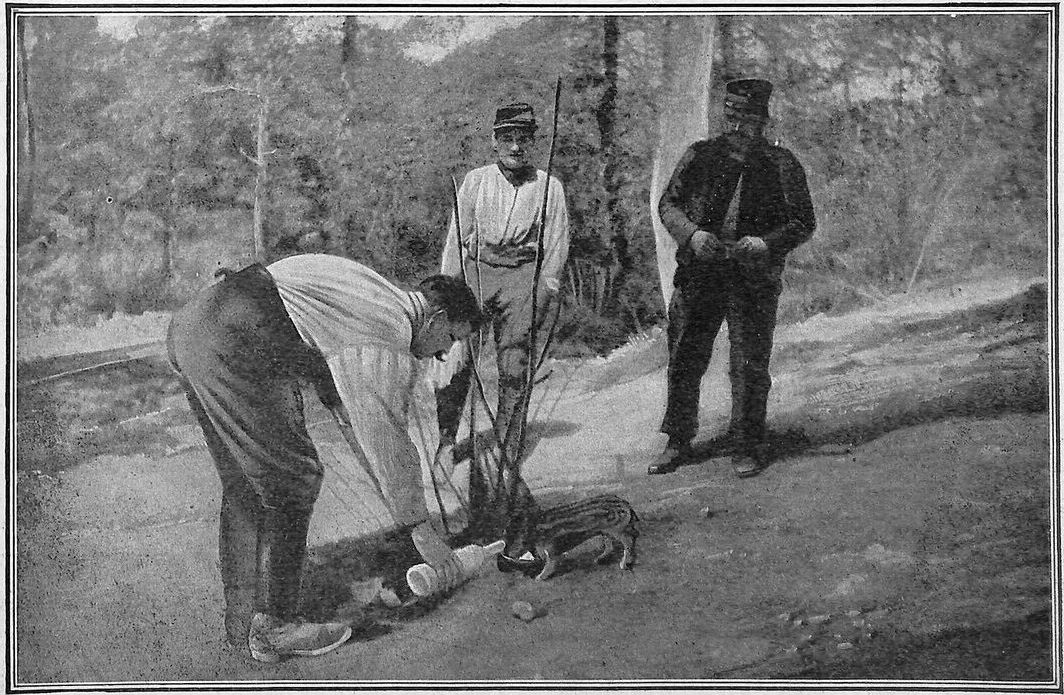
„Trink, Guillaume; hier ist Blut!“
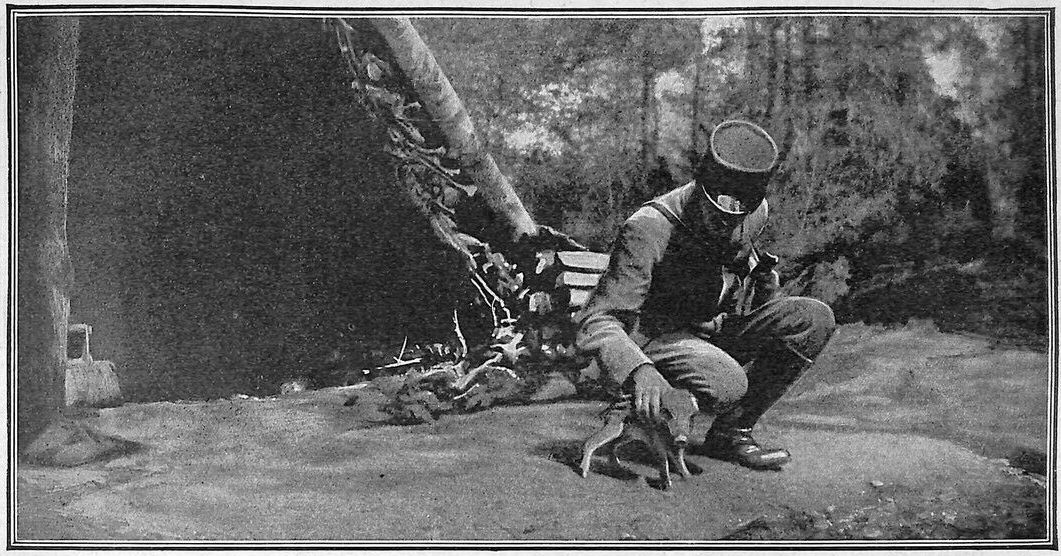
Keiner der Männer mag daran denken, dass er einen hervorragenden Braten abgeben würde
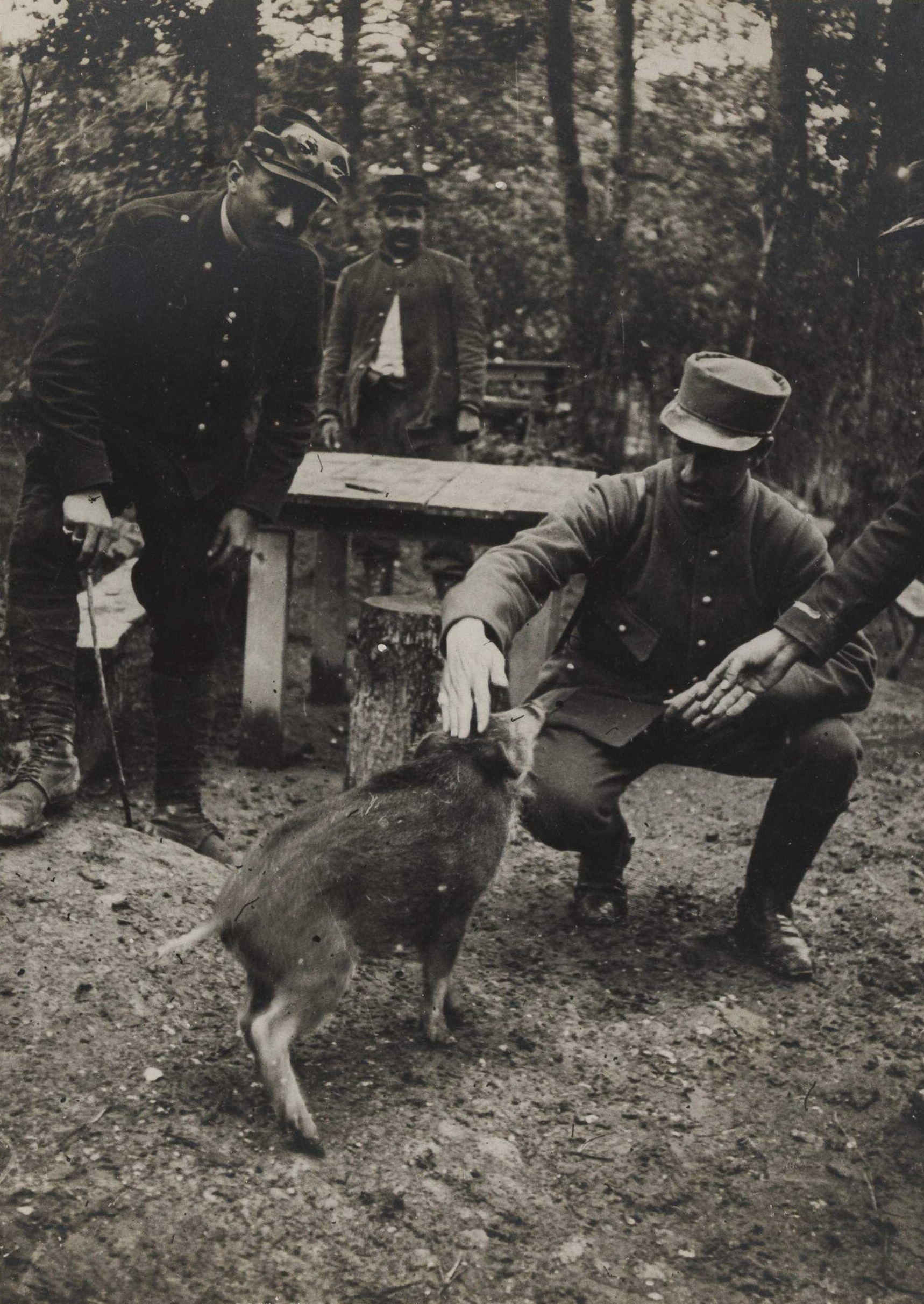
Guigui, das von den Artilleristen gezähmte Wildschwein

Am 19. September 1918 wurde befohlen, die Feldbahnen in den amerikanischen Sektoren von den Ingenieurstruppen der US-amerikanischen Armee auszubauen und zu unterhalten. Unmittelbar nach dem Vormarsch sollten die Feldbahnstrecken ausgebaut werden, um sie mit dem deutschen System auf folgenden Strecken zu verbinden: 
- Aubréville–Neuvilly–Varennes (zweigleisig)
- Le Triangle–La Barricade–Cheppy
- Esnes–Bois de Malancourt–Montfaucon

Da es in der zur Verfügung stehenden Zeit nicht möglich war, neues Personal mit dem Feldbahnsystem vertraut zu machen, wurden Vorkehrungen getroffen, damit das bisher eingesetzte französische Personal, das dieses System betrieb, weiterhin tätig sein konnte.
Ab dem 24. Oktober 1918 wurde geplant, die Feldbahnen durch die Pioniertruppen des US-amerikanischen Heeres zu betreiben, wobei die beiden Hauptlinien wie folgt aussehen sollten:
- Dombasle–Montfaucon und Nebenstrecken
- Aubreville–Apremont und Nebenstrecken

Unmittelbar nach Beginn des Vormarsches sollte der Ausbau der Feldbahnen durch die Pioniertruppen des amerikanischen Heeres unter Verwendung der deutschen Systeme auf folgenden Strecken erfolgen: 
- Die Strecke Dombasle-Montfaucon sollte über Cierges und Romagne nach Andevanne verlängert werden
- Die Strecke Aubreville–Apremont sollte über Chatel-Chehery nach St. Juvin und Grandpre und von dort nach Norden in Richtung Briquenay verlängert werden[15]

### Einmarsch der Amerikaner

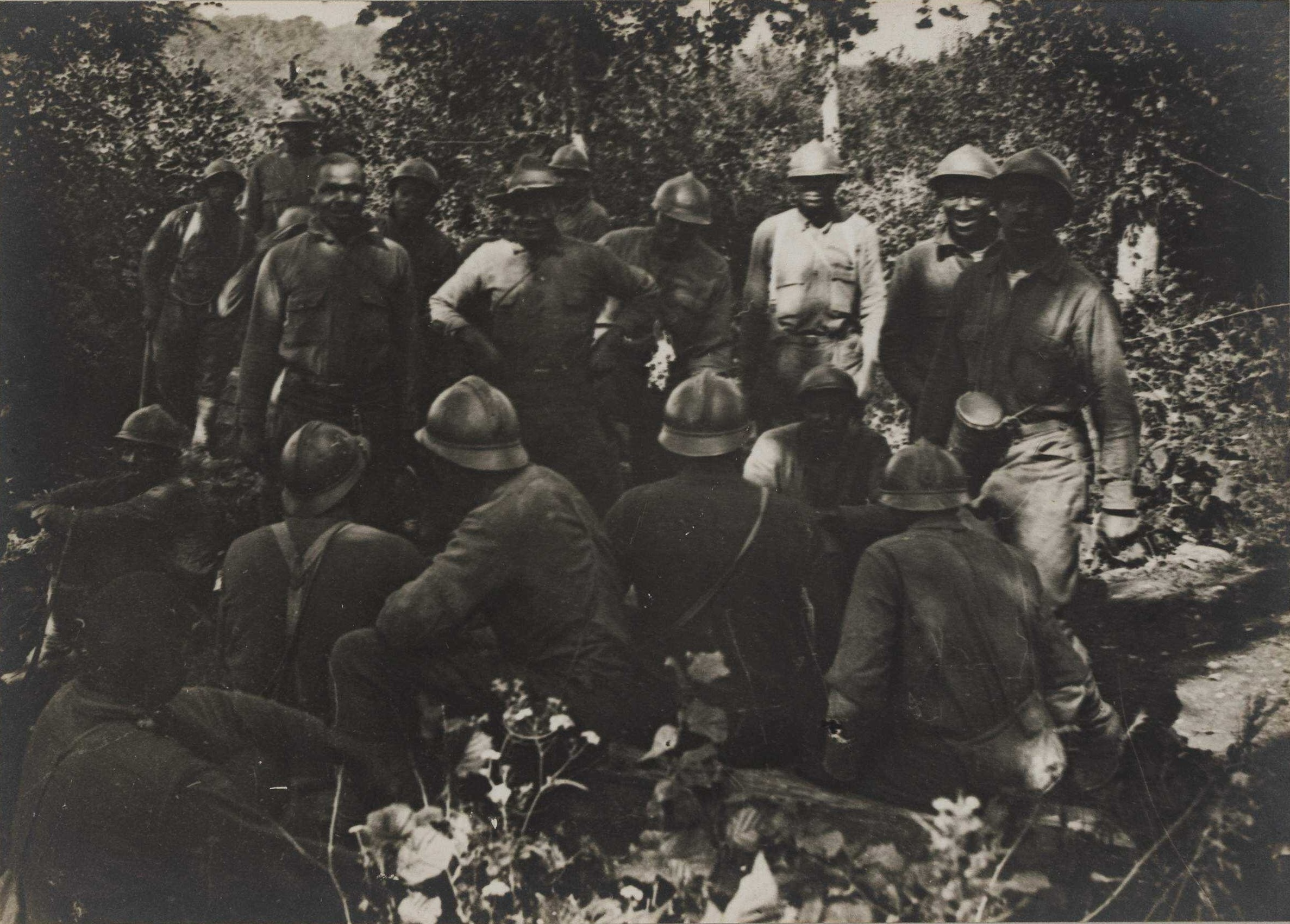
Amerikanische Truppen im Bois de Verrières des Forêt de Hesse, 19. Juli 1918

In der Nacht vom 13. zum 14. September 1918 verlegte die 91. Division in die Nähe von Vavincourt und in der Nacht vom 16. zum 17. September in die Nähe von Autrecourt. Am 17. September 1918 wurde sie dem Fünften Armeekorps zugeteilt. Sie verlegte dann in den Forêt de Hesse, nordöstlich von Neuvilly.
Die Truppen der sogenannten Wild-West-Division bewegten sich in Nachtmärschen unter großer Geheimhaltung, bis alle sicher bei der Cote 290 nördlich der Bertrame Ferme, im Forêt de Hesse biwakierten. Ab dem 20. September 1918 war die Cote 290 der neue Poste de Commandement (PC), während der Verwaltungsstab in Vraincourt blieb. Um den Überraschungseffekt zu gewährleisten, mussten sich die Truppen so vorsichtig wie möglich bewegen. Beim Anflug von Flugzeugen ertönte das Signalhorn, und die Truppen gingen in Deckung. Der Stab befand sich in Unterständen am Südhang des Hügels. Die Amerikaner sollten den kommenden Angriff einleiten, aber General George H. Cameron wies die Franzosen an, die Linie im Sektor der 91. bis zur Nacht vor dem Angriff zu halten. In der Zwischenzeit machten sich die amerikanischen Soldaten sowie deren Brigade- und Regiments-Kommandeure mit dem Gelände und dem Verlauf der Frontlinie vertraut, um sich auf den Kampf vorzubereiten, wobei sie Helme und Mäntel der Franzosen trugen, um nicht aufzufallen.
Am 16. September 1918 wurde die 37. Division aus dem Sektor Baccarat abgezogen und in das neue Frontgebiet um die Stadt Robert-Espagne verlegt. Nach einer viertägigen Ruhepause rückte sie nach Récicourt vor. Zwei Tage später wurden die ersten Teile der Division nach Norden verlegt, um an der Maas-Argonnen-Operation teilzunehmen, die kurz vor dem Beginn stand. Das Divisionshauptquartier wurde auf dem Hof von Verrieres-en-Hesse eingerichtet, 4 km südlich von Avocourt.
In der Nacht vom 25. auf den 26. September 1918 nahm die 3. Division in der nordöstlichen Ecke des Forêt de Hesse Stellung und bildete einen Teil der Korpsreserve des Dritten Korps. Am 26. September 1918 um 5:30 Uhr rückte die 363. Infanterie mit der 181. Infanteriebrigade zu ihrer Rechten und der 138. Infanterie zu ihrer Linken unter Granatbeschuss (“over the top”) über den Gipfel der Cote 290  hinunter zu den Hängen des Mont des Allieux ins Niemandsland. Dichter Kunstnebel lag über der Front, so dass die vorrückenden Kompanien keinen Sichtkontakt untereinander hatten. Die französischen Schützengräben waren mit hohen, anfangs noch unzerstörten Stacheldrahtbarrikaden geschützt. 
Versprengte Gruppen von US-amerikanischen Infanteristen stürmten mutig über das Niemandsland vorwärts, um einen Riss nahe der Front der deutschen Schützengräben zu schaffen, sprangen über den deutschen Stacheldraht und sprangen in die Gräben, wo ein paar der verbliebenen Deutschen das amerikanische Sperrfeuer bis zu diesem Zeitpunkt überlebt hatten. Die Amerikaner hatten den Befehl, mit aller Eile vorzugehen, und stürmten daher weiter in den Bois de Cheppy, was Augenzeugen an eine Hundemeute auf der Jagd nach Kaninchen erinnerte.
Als die Vorhut der Amerikaner den Nordrand des Waldes erreichte, traf sie unter besseren Sichtbedingungen auf den ersten echten Widerstand durch feindliche Maschinengewehrnester und Kanoniere, Scharfschützen und Artillerie, die aus nächster Nähe schossen, so dass es auf beiden Seiten Tote und Verwundete gab. Das 363. Regiment drang in die Artilleriestellungen vor und die Deutschen befanden sich in einer desorganisierten Lage, so dass sich die Deutschen dazu gezwungen sahen, ihre Stellungen zu verlassen und sich mit erhobenen Händen und dem Ruf „Kamerad“ zu ergeben. Die Gefangenen strömten zurück in die amerikanischen Linien.
Am 29. September wurde die Division dem Fünften Korps zur Verfügung gestellt und rückte am 30. September 1918 in die Frontlinie ein, um die 79. Division abzulösen und deren Sektor zu übernehmen. Von Baccarat aus bewegte auch sie sich in die Gegend von Robert-Espagne und zog nach einer viertägigen Pause nach Recicourt. Zwei Tage später zogen die ersten Teile der Division nach Norden, um sich an der bald beginnenden Maas-Argonne-Operation zu beteiligen; das Divisionshauptquartier wurde wiederum auf dem Hof Verrieres-en-Hesse eingerichtet.

### Sanitäts- und Motor-Transport-Truppen

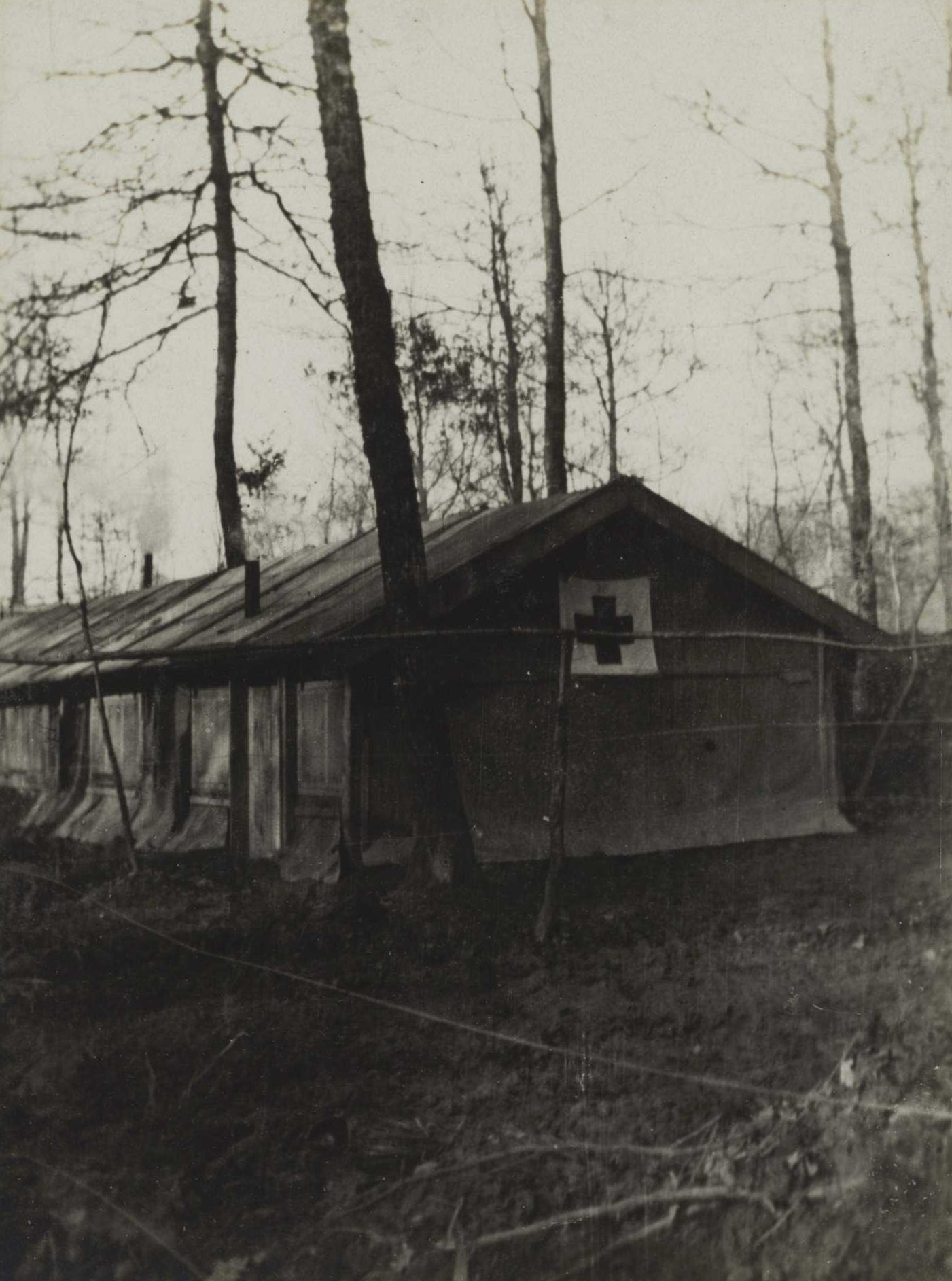
Feldlazarett Fer à Cheval, November 1916

Am 1. Oktober 1918 verlegte der Divisionsarzt von der Nachhut an der Cote 290 im Forêt de Hesse zum vorgeschobenen Divisionsgefechtsstand in Épinonville zwischen dem Forêt de Hesse und den Argonnen. Hier wurde der stellvertretende Divisionsarzt verwundet und das dem Divisionsarzt zugewiesene Automobil durch feindlichen Granatbeschuss zerstört, wobei einige Bürounterlagen und Gegenstände verloren gingen.
Um den 9. Oktober 1918 wurde der Cadillac-Reisewagen, Nr. 16820, der Oberst Peter C. Field, dem Chirurgen der 91. Division, zugeteilt war, bombardiert, als er zusammen mit einem anderen Cadillac-Reisewagen in Épinonville geparkt war. Der Cadillac brannte bis auf den Motor und den Kühler völlig aus. Der Rahmen war verbogen, und der Wagen sah aus wie das schlimmstmögliche Wrack, aber weil es ein Cadillac war und weil die Offiziere Cadillacs verlangten, weigerten sich die Männer, ihn ausrangieren zu lassen. Um den 15. Oktober herum barg ein Team der Motor-Transport-Reparaturwerkstatt der 91. Division die Überreste des Cadillac und versahen diese, nachdem sie bereits in Belgien einmarschiert waren, bis zum 30. November 1918 mit der Karosserie von einer anderen Limousine eines anderen Herstellers, die außer Betrieb genommen worden war.

### Soldatenfriedhöfe
Im Waldgebiet gab es u. a. folgende provisorische Friedhöfe, aus denen in der Nachkriegszeit einige Gefallene in andere Soldatenfriedhöfe umgebettet wurden:
- Friedhof von Fer à Cheval (Hufeisen): 14 Gräber; (Mai–Juli 1916). 23. und 98. RA, 209. und 234. RI.
- Friedhof Camp des Gendarmes: 12 Gräber; 26., 69., 88.
- Friedhof der Groupe de Brancardiers Divisionnaire (Côte 269): 70 Gräber; hauptsächlich im Mai und Juni 1916; 67. und 206. RI, 44. RIT, GBD 34.
- Friedhof von La Fourche: 439 Gräber und 26 muslimische Bestattungen; ab Mai 1916, hauptsächlich 1917. 16e, 147e, 246e, 255e, 335e, 303e RI, 59e BCP.

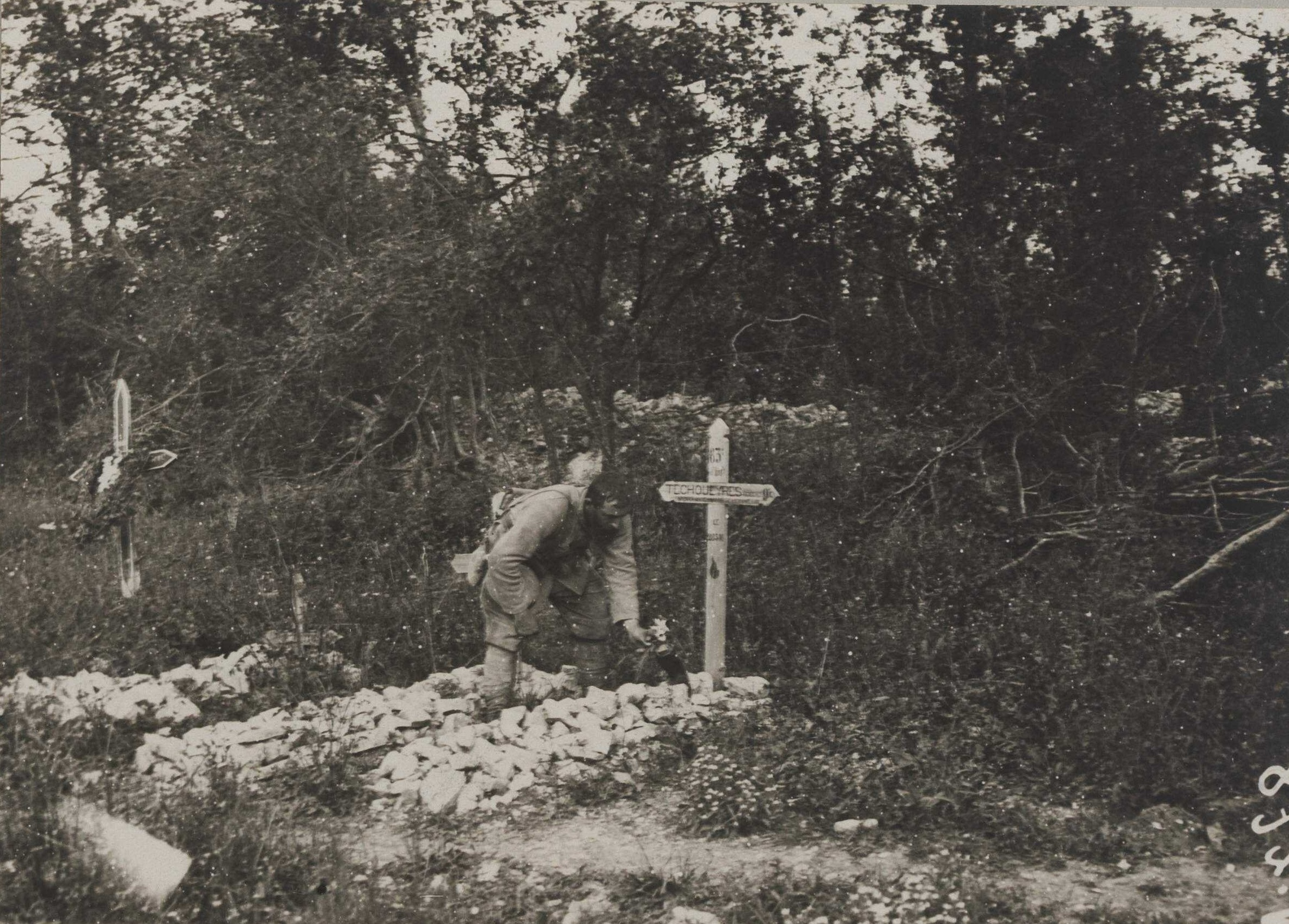
Ein Soldat legt im Bois de Verrières Blumen auf das Grab eines gefallenen Kameraden.

- Friedhof Bois de Verrières: Keine Angaben.
- Friedhöfe von Bon Abri:
  - Friedhof A von Bon Abri: 26 französische Gräber und 1 amerikanisches Grab. Februar 1916–18.
  - Friedhof B von Bon Abri: 45 französische Gräber und 8 deutsche Gräber, Februar 1916–1917.
  - Friedhof C von Bon Abri: 30 Gräber, Februar bis Juli 1916. 71e und 91e RI, 8e RA.
- Friedhof Carrefour de Santé: 15 Begräbnisse; Juli 1915-Juli 1916; 3., 111. RI, 122. RIT, 2. Zouaves.
- Friedhof La Patte d'Oie, genannt Carrefour du Caporal: 11 Gräber; 1915, 46e, 31e, 111e RI.
- Friedhöfe von Fontaine aux Chêne im Gemeindegebiet von Aubréville, zwischen der Ferme de Bertamé und dem Bois de Parois:
  - Friedhof A von Fontaine aux Chêne oder Friedhof Vallon de la Fontaine aux Chêne: 4 Gräber, 46. RI.
  - Friedhof B von Fontaine aux Chêne: 7 Gräber, 45. RA (4. Bie), 3. Juli 1916.
- Friedhof von Rendezvous de Chasse: 8 Begräbnisse.
- Friedhof P2 (Bois de Cumières): 46 Gräber, Mai 1916–17.[20]

### Denkmäler

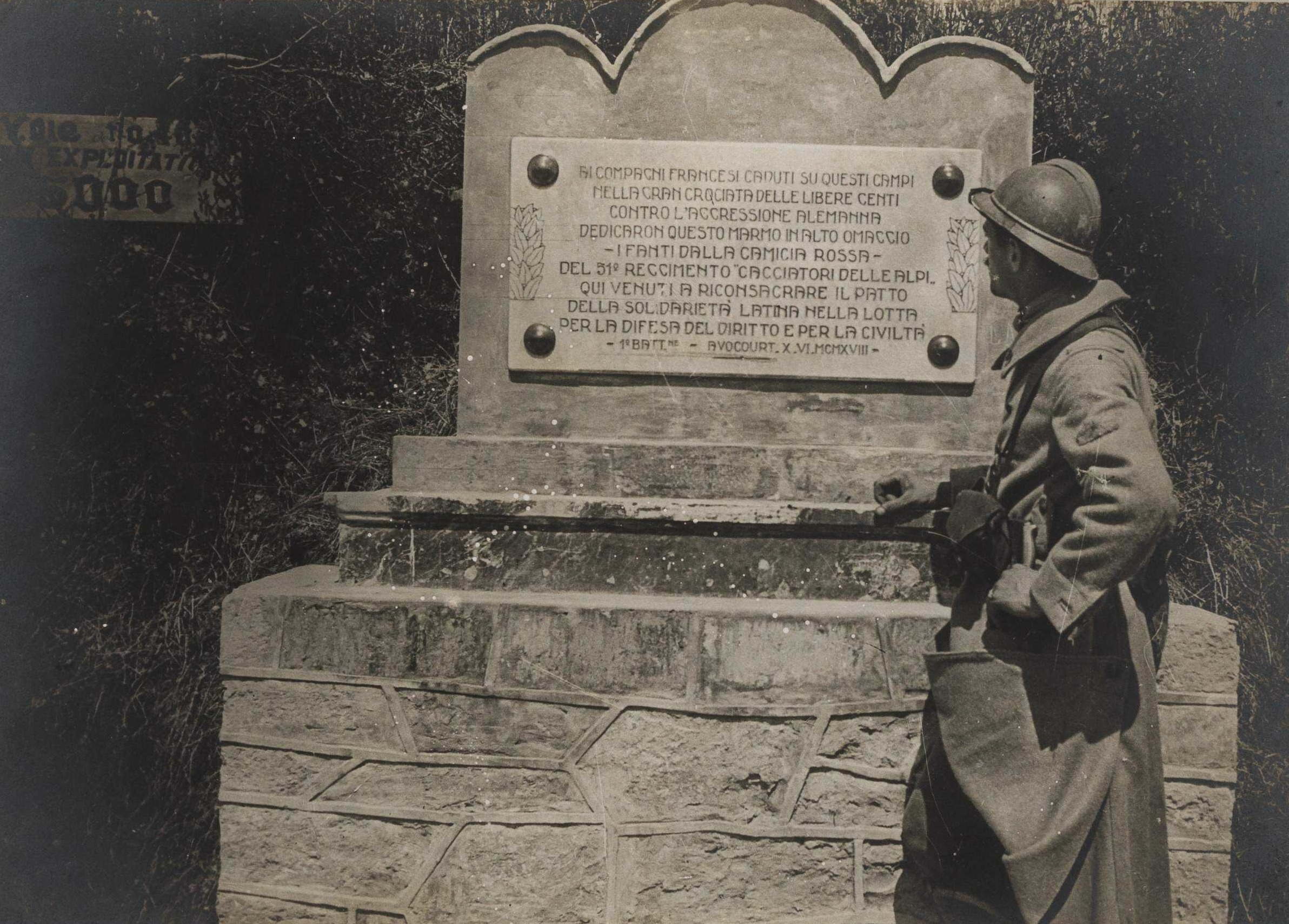
Von Angehörigen des italienischen 51. Infanterie-Regiments errichtetes Denkmal für die gefallenen französischen Verbündeten, 10. Juni 1918

Am Mont des Allieux errichteten Angehörige des italienischen 51. Infanterie-Regiments am 10. Juni 1918 ein Denkmal zur Erinnerung an die französischen Gefallenen. Das Regiment unterstand während der Deutschen Frühjahrsoffensive 1918 dem an die Westfront abgestellten italienischen II. Korps unter General Alberico Albricci. Der Soldatenfriedhof Nécropole Nationale d’Avocourt liegt 3 km nördlich des Waldes.
In einem nicht öffentlich zugänglichen Waldgebiet steht 950 m von der Verbindungsstraße Aubreville–Avocourt eine Stele, die an 15 Gefallene des französischen 122. Territorial-Regiments erinnert. Die Stele wurde 1975 bei der Anlage eines Tannenwaldes um etwa 80 Meter versetzt und am Wegesrand aufgestellt. Dahinter befand sich der Friedhof B von Bon Abri.